# Rhexia aristosa
Rhexia aristosa är en tvåhjärtbladig växtart som beskrevs av Nathaniel Lord Britton. Rhexia aristosa ingår i släktet Rhexia och familjen Melastomataceae. Inga underarter finns listade i Catalogue of Life.